# Filter
Filter – grupa rockowa założona w 1993 roku w Cleveland przez byłych muzyków sesyjnych Nine Inch Nails, Richarda Patricka i Briana Lieseganga. 
Pierwszy album zespołu Short Bus został wydany w 1995 roku. Promował go singiel „Hey Man, Nice Shot”. Utwór wzbudził pewne kontrowersje, ponieważ nawiązywał do publicznego samobójstwa polityka Budda Dwyera. Doszukiwano się również związku piosenki z samobójstwem Kurta Cobaina, ale zespół odciął się od tych spekulacji. Drugim singlem z albumu był „Dose”. Na potrzeby trasy w zespole znaleźli się Geno Lenardo (gitarzysta), Frank Cavanagh (gitara basowa) i Matt Walker (perkusja).
Po wydaniu debiutu, zespół nagrał szereg utworów na ścieżki dźwiękowe filmów. Były to „Thanks Bro”, nagrane na album Songs In The Key Of X: Music From And Inspired By The X-Files, „Jurassitol” na The Crow: City of Angels, „(Can't You) Trip Like I Do” (razem z The Crystal Method) do filmu Spawn i piosenka Harry’ego Nilssona „One” do pełnometrażowego filmu Z archiwum X: Pokonać przyszłość. W 1997 roku z zespołu odszedł Liesegang, z powodu różnic artystycznych. 
W 1999 ukazał się drugi album Filter, Title of Record. Singlem wybranym aby promować album był „Take a Picture”. W 2003 roku grupa wydała trzeci album. The Amalgamut. Tournée po wydaniu tego albumu przerwano po kilku tygodniach, ponieważ Patrick dobrowolnie zgłosił się na odwyk. Na pewien czas działalność Filter zawieszono; w tym czasie Patrick wydał album z byłymi członkami Stone Temple Pilots pod szyldem Army of Anyone. W maju 2008 roku Filter wydał czwarty album, zatytułowany Anthems For The Damned.

## Muzycy
- Richard Patrick – śpiew, gitara
- Mika Fineo – perkusja
- Rob Patterson – gitara
- Phil Buckman – gitara basowa

## Dyskografia
Albumy studyjne
- Short Bus (1995)
- Title of Record (1999)
- The Amalgamut (2002)
- Anthems for the Damned (2008)
- The Trouble with Angels (2010)

Inne wydawnictwa
- Remixes for the Damned (2008)
- The Very Best Things (1995-2008) (2009)